# Koakuma ageha
Koakuma ageha (jap. 小悪魔ageha , こあくまアゲハ) – japoński magazyn o modzie damskiej poświęcony dwóm stylom gyaru; agejō oraz hime gyaru. Oprócz tego, że jest to magazyn poświęcony modzie, jest to także rodzaj magazynu lifestylowego.
Koakuma ageha jest znany jako magazyn o bardzo dużym nakładzie, a także ma unikalną cechę związaną z kulturą klubową hostess, ponieważ większość modelek magazynu to hostessy, a głównymi czytelniczkami magazynu są kobiety pracujące w tym zawodzie.
Od pierwszego wydania, Koakuma ageha konsekwentnie kierowany był do kobiet pracujących w „nocy”, ale z czasem grono czytelniczek poszerzyło się, a magazyn zyskał wysoką reputację wśród kobiet pracujących w „ciągu dnia”.
Socjolog Shinji Miyadai opisał magazyn jako „podręcznik dla hostess” lub „biblia dla hostess”.

## Historia

### Początki
Magazyn został uruchomiony w październiku 2005 roku pod nazwą Koakuma & Nuts jako specjalny numer Happie nuts, a redaktorem naczelnym została 27-letnia Hisako Nakajo, zaznajomiona wówczas ze światem gal.
W październiku 2006 roku został on przemianowany na Koakuma ageha i przekształcony w miesięcznik. Pierwszy numer miał szacunkowy nakład 220 000, który do około 2008 roku wzrósł do 350 000.

### Upadek magazynu
W listopadzie 2011 roku Hisako Nakajo ustąpiła ze stanowiska redaktora naczelnego magazynu, uważa się, że ten właśnie moment zapoczątkował pełnowymiarowy upadek Koakuma ageha. Magazyn nabrał jednolitej struktury, ze znacznym wzrostem powiązanych artykułów i wprowadzeniem dodatków. Numer z marca 2014 został wydany w 130 000 egzemplarz, a rzeczywista sprzedaż wyniosła 50 000, co oznacza spadek do jednej szóstej szczytowego poziomu z 2008 roku.
15 kwietnia 2014 roku w związku z zawieszeniem działalności wydawcy numer majowy z 2014 roku (który ukazał się 1 kwietnia 2014) był ostatnim numerem tego magazynu wydanym przez Inforest. W grudniu tego samego roku ukazało się wydanie upamiętniające magazyn pod nazwą Koakuma ageha Memorial Book, była to pamiątka w formie limitowanej, wydana przez Shufunotomo. Magazyn został wydany z byłymi modelkami Koakuma ageha, takimi jak Rina Sakurai, Sayaka Araki i Eri Momoka sprzedając się w 50 000 egzemplarzy w pierwszym tygodniu po wydaniu.

### Wznowienie publikacji
Wydanie zostało wznowione w 2015 roku przez Neko Publishing, a jego wydawcą zostało Dunnery Deluxe. Magazyn został oficjalnie wznowiony 18 kwietnia jako dwumiesięcznik, z udziałem Mariki Koizumi, która pracowała również jako redaktor naczelna w redakcji Happie nuts, a wcześniej Koakuma ageha.
Od numeru z kwietnia 2016 (wydanego 1 marca 2016) zmieniono wydawcę na Shufunotomo, a od numeru z sierpnia 2017 (wydanego 30 czerwca 2017) magazyn stał się ponownie miesięcznikiem.

### Ponowne zawieszenie i wznowienie publikacji
Jednak dwa miesiące po tym, jak magazyn stał się miesięcznikiem, ogłoszono, że przestanie się ukazywać, wraz z numerem październikowym z 2017 roku. Z powodu rozwiązania umowy licencyjnej z Dunnery Deluxe we wrześniu 2017 roku przez P-POP Corporation, która posiada licencję na Koakuma ageha.
Jednocześnie z rozwiązaniem umowy licencyjnej, P-POP podpisało nową umowę z firmą wspierającą sprzedaż VENUS Corporation i od grudnia 2017 roku został ponownie wydawany w formie dwumiesięcznika, którego wydawcą był Trans Media.
Magazyn został na nowo zredagowany i ponownie opublikowany przez nową redakcję, ale Koakuma ageha, wydany przez VENUS Corporation, ponownie przestał się ukazywać wraz z wydaniem z maja 2019 roku, rok i cztery miesiące po ponownej publikacji.
Pojawił się jednak pomysł ponownego wydania publikacji, gdzie wydawcą była firma produkująca reklamy Number Seven, a dystrybutorem Mediapal. 24 kwietnia 2020 roku publikacja miała zostać wznowiona jako kwartalny mook, jednak wkrótce zaprzestano jego wydawania.

### Powrót Koakuma ageha w okresie Reiwa
Od 5 stycznia 2021 magazyn jest reaktywowany na oficjalnym kanale YouTube jako medium internetowe. Redaktorem naczelnym jest Rie Momose. A głównym celem magazynu jest utworzenie sieci hostess w całym kraju oraz pobudzenie kultury hime gyaru w całej Japonii poprzez wzmocnienie treści angażujących czytelników.
Oryginalny sposób myślenia i koncepcja magazynu pozostają niezmienione, ale edycja z 2021 roku Koakuma ageha definiuje wszystkie „białoskóre gal” jako „księżniczki gal”, które są aktywne w pracy nocnej również jako influencerki, przekazując kulturę księżniczek na różnych portalach społecznościowych.
Magazyn Koakuma ageha wrócił do druku 26 maja 2021 roku i od tego czasu ukazuje się dwa razy w roku.

## Modelka i styl
Ekskluzywne modelki Koakuma ageha są nazywane „agemo” (jap. ageモ), a te, które pojawiają się nieregularnie to „agejou” (jap. age嬢). Większość z tych dziewczyn to aktywne hostessy mieszkające w „dzielnicach nocnego życia” w różnych częściach Japonii. W przeciwieństwie do modelek z magazynu Happie nuts nie wymaga się od nich ciemnej opalenizny, a ich charakterystyczny styl sprawił, że zyskały przydomek „Ageha-kei” (jap. アゲハ系) i stały się bardzo popularne wśród nastolatek i dwudziestolatek. Niektórzy tłumaczą typowy styl „Ageha-kei” jako „wyewoluowaną formę stylu gyaru, rozwiniętą w kolebce klubów hostess, z esencją yankī”. Jeśli skupimy się na stylu życia Ageha przede wszystkim wyróżnia się ze względu na jego tendencję do bycia „lokalnym stylem”, w przeciwieństwie do większości innych stylów opartych na modzie, które koncentruje się na Tokio.
O wyjątkowości Koakuma ageha można wnioskować również z tego, jak wygląda wnętrze magazynu. Innymi słowy, magazyn nie tylko zajmuje się stylem życia czy codziennością hostess i eksponowaniem ich fascynujących aspektów, które przedstawia później na łamach pisma, czasami podejmuje także poważne tematy. Modelki magazynu, które w aktywny sposób mówią o swoich „ciemnych stronach”, często ujawniają na łamach magazynu „negatywne sekrety” z życia codziennego lub przeszłości. Przykłady obejmują przestępczość, ucieczki z domu, hikikomori, zastraszanie, zdradę, złamane serce, zaburzenia psychiczne, traumę, samobójstwo, poczucie niższości, orientację seksualną, samotność, doświadczenia związane z nadużyciami w dzieciństwie, przemoc domową i alkoholizm. Jest to uważane za bardzo rzadką cechę, ponieważ zwykłe magazyny o modzie mają pogodny obraz od pierwszej strony do ostatniej.
Modele „Koakuma ageha” zyskały swego rodzaju popularność, a wiele z nich przyciąga szerokie grono uwagi za pośrednictwem środków masowego przekazu. Eri Momoka, znana również jako „Momoeri”, jest wybitnym tego przykładem. Niektóre modelki założyły własne marki modowe, tak jak zrobiła to Momoka. Arisa Ishikawa znana jako Sumire, która wprowadziła na rynek markę „DIVAS”, często nazywała siebie „projektantką DIVAS”, pracując jako modelka w późniejszych latach. Wybitnym przykładem może być też Shizuka Muto, która stworzyła markę „Rady”, która następnie została wprowadzona na rynek w 2008 roku, a miesięczna sprzedaż osiągnęła 100 milionów jenów w kwietniu 2011 roku.

## Siostrzane magazyny
- Ane ageha

Specjalny numer „Ane ageha”, który ukazał się z magazynem Koakuma ageha, opublikowany został w listopadzie 2010 roku, niezależnym magazynem stał się w marcu 2011 roku. Magazyn był dwumiesięcznikiem o modzie, z założoną grupą czytelniczą kobiet w wieku od 20 lat wzwyż. Wydanie z 7 kwietnia 2014 roku było ostatnim wydaniem pod wydawcą Inforest, ale zostało ponownie opublikowane jako dodatkowe wydanie magazynu S Cawaii! 7 sierpnia 2014 roku.
- Kimono ageha

Został wydany w grudniu 2010 jako numer specjalny magazynu „Koakuma ageha”. Magazyn jest poświęcony modzie, specjalizując się w kimonach, jednak ukazuje się nieregularnie. Magazyn zdobią modelki „Koakuma ageha”.
- I LOVE mama

Magazyn został uruchomiony we wrześniu 2008 roku pod nazwą „mama nuts × ageha” jako wspólny numer specjalny magazynów Koakuma ageha i Happie nuts. Wraz z numerem z marca 2009 roku zmienił nazwę na „I LOVE mama” i jednocześnie przekształcił się w miesięcznik. Było to pierwsze w historii czasopismo specjalizujące się w modzie dla mam, które wciąż chcą być gyaru tzw. „gyaru mama”.